# Пужмоил
Пужмоил — деревня в Вавожском районе Удмуртии. Входит в состав Гурезь-Пудгинского сельского поселения.

## География
Деревня расположена на западе республики на расстоянии примерно в 9 километрах по прямой к северу-северо-востоку от районного центра Вавожа.
Часовой пояс
Деревня Пужмоил как и вся Удмуртия, находится в часовой зоне МСК+1. Смещение применяемого времени относительно UTC составляет +4:00.

## Население
| 2010 | 2012 |
| ---- | ---- |
| 19   | ↗23  |

Национальный состав
Согласно результатам переписи 2002 года, в национальной структуре населения удмурты составляли 94 % из 33 чел..